# Estrilda atricapilla
La estrilda capirotada (Estrilda atricapilla) es una especie de ave paseriforme de la familia Estrildidae que habita en África central. 

## Distribución
Se encuentra principalmente en África Central, aunque se extiende por el este hasta Kenia, en un área estimada de unos 620.000 km².
Se puede encontrar en Angola, Burundi, Congo, Camerún, la República Democrática del Congo, Guinea Ecuatorial, Gabón, Kenia, Ruanda y Uganda. Su estado de conservación según la Lista Roja es de bajo riesgo (LC).